# Peng Pai
Peng Pai (22 octobre 1896 - 30 août 1929) né dans le comté de Haifeng, actuellement sous la municipalité de Shanwei), province du Guangdong, est un pionnier du mouvement agraire chinois et activiste des droits des paysans. Il est l'un des dirigeants du Parti communiste chinois (PCC) à ses débuts. Peng Pai était l'un des rares intellectuels chinois à considérer au début des années 1920 que les problèmes de la paysannerie étaient un des problèmes les plus critiques pour la société chinoise.

## Biographie
Peng Pai est né le  22 octobre 1896 à Haifeng  dans la province de Guangdong. 
Pendant la révolution culturelle, beaucoup de ses proches ont été persécutés et tués dans « l'incident anti-Peng Pai ».